# Massiel
Massiel (rojena kot María de los Ángeles Santamaría Espinosa), španska pevka, * 2. avgust 1947, Madrid.
Massiel je svoj največji glasbeni uspeh doživela leta 1968, ko je s pesmijo La, la, la zmagala na Pesmi Evrovizije v Londonu. Prvo mesto je zasedla z 29 točkami ter premagala slavnega britanskega pop pevca Cliffa Richarda, ki je naposled s pesmijo Congratulations zasedel 2. mesto.
Leta 1996 se je odločila prenehati z glasbeno kariero. Naslednje leto je izšel njen album ter leta 2007 nadaljnji album ter 2 novi izdaji njenih albumov iz 70-ih let. 

## Uspešnice
- 1966 Rufo el pescador
- 1966 ¿Y sabes que vi?
- 1966 Él era mi amigo
- 1967 Rosas en el mar
- 1967 Aleluya nº1
- 1967 La moza de los ojos tristes
- 1968 La, la, la
- 1968 Deja la flor
- 1970 Dejas las montañas
- 1973 Rompe los silencios
- 1976 María de los guardias
- 1981 Eres
- 1981 El amor
- 1982 Acordeón
- 1983 Marinero
- 1983 Más fuerte
- 1984 Voy a empezar de nuevo
- 1986 Todo lo que cambié por ti
- 1986 Volverán